# Jean-Philippe Tessé
Jean-Philippe Tessé est un journaliste et critique de cinéma français né en 1977 au Mans.

## Biographie
Journaliste depuis 1998 et membre du comité de rédaction des Cahiers du cinéma depuis 2001, Jean-Philippe Tessé en est le rédacteur en chef adjoint depuis le 21 juillet 2009.
Il a également été responsable de la rubrique cinéma de Chronic'art jusqu'en 2009, remplacé depuis par Jérôme Momcilovic.
Il a été acteur dans deux films de Catherine Breillat, Une vieille maîtresse, en 2007, et La Belle Endormie, en 2010.

## Publications
- Le Burlesque, éditions des Cahiers du cinéma, coll. « Les Petits Cahiers », 2007  (ISBN 978-286642472-5)
- "La Mort aux trousses", Alfred Hitchcock, Paris, CNC coll. « Lycéens et apprentis au cinéma », 2008